# Demetri Arquiater
Demetri Arquiater (en llatí Demetrius Archiater, en grec antic Δημητριος) era un metge grec que va viure al segle ii. El títol d'arquiatre no va existir abans de la segona meitat del segle i. Galè en parla com a contemporani.